# Biatlo nos Jogos Olímpicos de Inverno de 2014 - Revezamento feminino
O revezamento feminino do biatlo nos Jogos Olímpicos de Inverno de 2014 foi disputado no Centro de Esqui Cross-Country e Biatlo Laura, na Clareira Vermelha, em 21 de fevereiro de 2014.
A Rússia originalmente conquistou a medalha de prata, mas foi desclassificada em 27 de novembro de 2017 após Yana Romanova e Olga Vilukhina terem sido flagradas no antidoping. Posteriormente outra integrante da equipe, Olga Zaitseva, também foi punida. Em 24 de setembro de 2020, o Tribunal Arbitral do Esporte removeu a sanção de Vilukhina e de Romanova, mantendo apenas Zaitseva desclassificada. O Comitê Olímpico Internacional realocou oficialmente as medalhas em 19 de maio de 2022.

## Medalhistas
|  | UKR Ucrânia                                                       |  | NOR Noruega                                                                    |  | CZE Chéquia                                                        |
|  | Vita Semerenko Juliya Dzhyma Valentyna Semerenko Olena Pidhrushna |  | Fanny Welle-Strand Horn Tiril Eckhoff Ann Kristin Aafeldt Flatland Tora Berger |  | Eva Puskarčíková Gabriela Soukalová Jitka Landová Veronika Vítková |

## Resultados
| Pos.              | Bib | País                                                                                     | Tempo                                         | Penalidades (P+S)                        | Diferença |
| ----------------- | --- | ---------------------------------------------------------------------------------------- | --------------------------------------------- | ---------------------------------------- | --------- |
| Medalha de ouro   | 2   | UKR Ucrânia Vita Semerenko Juliya Dzhyma Valentyna Semerenko Olena Pidhrushna            | 1:10:02.5 16:56.4 17:16.3 17:40.9 18:08.9     | 0+1 0+4 0+0 0+1 0+0 0+0 0+0 0+3 0+1 0+0  | —         |
| Medalha de prata  | 4   | NOR Noruega Fanny Welle-Strand Horn Tiril Eckhoff Ann Kristin Flatland Tora Berger       | 1:10:40.1 17:40.5 16:57.9 17:43.6 18:18.1     | 0+1 0+4 0+1 0+2 0+0 0+1 0+0 0+0 0+0 0+1  | +37.6     |
| Medalha de bronze | 10  | CZE República Checa Eva Puskarčíková Gabriela Soukalová Jitka Landová Veronika Vítková   | 1:11:25.7 17:54.2 16:30.6 18:42.4 18:18.5     | 0+7 0+7 0+2 0+2 0+0 0+2 0+3 0+2 0+2 0+1  | +1:23.2   |
| 4                 | 6   | BLR Bielorrússia Liudmila Kalinchik Nadezhda Skardino Nadzeya Pisarava Darya Domracheva  | 1:11:33.4 18:39.0 17:38.3 18:02.1 17:14.0     | 0+4 1+4 0+2 1+3 0+0 0+1 0+2 0+0 0+0 0+0  | +1:30.9   |
| 5                 | 8   | ITA Itália Dorothea Wierer Nicole Gontier Michela Ponza Karin Oberhofer                  | 1:11:43.3 16:49.7 18:46.0 18:06.5 18:01.1     | 1+5 0+4 0+2 0+1 1+3 0+3 0+0 0+0 0+0 0+0  | +1:40.8   |
| 6                 | 14  | USA Estados Unidos Susan Dunklee Hannah Dreissigacker Sara Studebaker Annelies Cook      | 1:12:14.2 17:02.6 18:08.3 17:55.6 19:07.7     | 0+7 0+6 0+2 0+1 0+3 0+3 0+0 0+0 0+2 0+2  | +2:11.7   |
| 7                 | 7   | CAN Canadá Rosanna Crawford Megan Imrie Megan Heinicke Zina Kocher                       | 1:12:21.5 17:20.7 17:41.7 17:38.1 19:41.0     | 0+6 2+6 0+2 0+1 0+2 0+2 0+0 0+0 0+2 2+3  | +2:19.0   |
| 8                 | 12  | SUI Suíça Selina Gasparin Elisa Gasparin Aita Gasparin Irene Cadurisch                   | 1:12:34.3 17:17.6 17:55.8 17:56.1 19:24.8     | 0+6 0+3 0+3 0+1 0+0 0+1 0+3 0+0          | +2:31.8   |
| 9                 | 11  | POL Polônia Krystyna Pałka Magdalena Gwizdoń Weronika Nowakowska-Ziemniak Monika Hojnisz | 1:12:34.4 19:39.0 17:06.8 17:21.7 18:26.9     | 4+5 0+3 4+3 0+1 0+0 0+1 0+2 0+0 0+0 0+1  | +2:31.9   |
| 10                | 1   | GER Alemanha Franziska Preuß Andrea Henkel Franziska Hildebrand Laura Dahlmeier          | 1:13:44.2 19:46.7 17:25.1 17:59.4 18:33.0     | 0+5 0+1 0+3 0+1 0+1 0+0 0+0 0+0          | +3:41.7   |
| 11                | 13  | KAZ Cazaquistão Galina Vishnevskaya Elena Khrustaleva Darya Usanova Marina Lebedeva      | 1:15:54.7 17:36.6 18:35.5 18:17.4 21:25.2     | 0+5 0+8 0+0 0+2 0+2 0+2 0+0 0+2 0+3 0+2  | +5:52.2   |
| 12                | 17  | JPN Japão Fuyuko Suzuki Yuki Nakajima Miki Kobayashi Rina Suzuki                         | LAP 17:33.2 18:47.0 19:23.3 LAP               | 0+6 0+5 0+0 0+1 0+2 0+2 0+1 0+1 0+3 0+1  | —         |
| 13                | 9   | SVK Eslováquia Jana Gereková Paulína Fialková Terézia Poliaková Martina Chrapánová       | LAP 17:51.3 18:57.7 19:48.0 LAP               | 4+11 1+8 0+2 1+3 1+3 0+2 3+3 0+0 0+3 0+3 | —         |
| 14                | 16  | CHN China Song Chaoqing Zhang Yan Tang Jialin Song Na                                    | LAP 18:40.2 18:41.1 18:40.0 LAP               | 0+6 0+5 0+1 0+2 0+2 0+0 0+0 0+1 0+3 0+2  | —         |
| 15                | 15  | EST Estônia Kadri Lehtla Grete Gaim Daria Yurlova Johanna Talihärm                       | LAP 18:03.8 19:14.8 19:58.1 LAP               | 0+5 1+8 0+2 0+1 0+1 0+1 0+2 1+3 0+0 0+3  | —         |
| —                 | 5   | FRA França Marie-Laure Brunet Marie Dorin Habert Anaïs Chevalier Anaïs Bescond           | DNF                                           | 0+0                                      | —         |
| —                 | 3   | RUS Rússia Yana Romanova Olga Zaitseva Ekaterina Shumilova Olga Vilukhina                | 1:10:28.9 DSQ 16:56.3 17:43.2 17:43.3 18:06.1 | 0+1 0+3 0+0 0+1 0+1 0+1 0+0 0+0 0+0 0+1  | +26.4     |

Legenda
| Recorde mundial      | Recorde mundial (World record)               |                       | Recorde africano                      | Recorde africano (African) |                                           | Q | Classificado por posição (Qualified) |
| Recorde olímpico     | Recorde olímpico (Olympic record)            | Recorde da América    | Recorde da América (Americas)         | q                          | Classificado por melhor tempo (Qualified) |   |                                      |
| Melhor marca do ano  | Melhor marca do ano (World leading)          | Recorde asiático      | Recorde asiático (Asian)              | DNS                        | Não largou (Did not start)                |   |                                      |
| Recorde nacional     | Recorde nacional (National record)           | Recorde europeu       | Recorde europeu (European)            | DNF                        | Não terminou (Did not finish)             |   |                                      |
| Recorde pessoal      | Recorde pessoal do atleta (Personal best)    | Recorde da Oceania    | Recorde da Oceania (Oceania)          | DSQ / DQ                   | Desclassificado (Disqualified)            |   |                                      |
| Recorde da temporada | Recorde da temporada do atleta (Season best) | Recorde sul-americano | Recorde sul-americano (South America) | NM                         | Sem marca (No mark)                       |   |                                      |